# Mesolecanium rhizophorae
Mesolecanium rhizophorae (лат.) — вид полужесткокрылых насекомых-кокцид рода Mesolecanium из семейства ложнощитовки (Coccidae).

## Распространение
Южная Америка, Бразилия (Sao Paulo).

## Описание
Питаются соками двудольных растений, таких как ризофора мангле (Rhizophora mangle, род Ризофора, Rhizophoraceae). Вид был впервые описан в 1898 году американским энтомологом Теодором Коккереллем (Theodore Dru Alison Cockerell; 1866—1948) под первоначальным названием Lecanium rhizophorae Cockerell, 1898.
Таксон Mesolecanium rhizophorae включён в состав рода Mesolecanium (триба Coccini) вместе с таксонами M. argaformis, M. campomanesiae, M. ferum, M. inflatum, M. jaboticabae, M. lucidum, M. marmoratum, M. obscurum, M. planum, M. pseudosemen, M. baccharidis, M. uvicola и другими. Название M. rhizophorae дано по имени кормового растения Rhizophora mangle, на котором был впервые обнаружен представитель данного вида.